# Nikolai Sergejewitsch Dikanski
Nikolai Sergejewitsch Dikanski (russisch Николай Сергеевич Диканский; * 30. Juli 1941 in Dimitrow, Ukraine) ist ein russischer Physiker.

## Leben
Dikanski wuchs in der Ukraine auf und studierte danach in Russland Physik. 1964 schloss er das Studium an der Universität Nowosibirsk ab. Danach forschte er am Budker-Institut für Kernphysik und promovierte 1976 zum Dr. phil. Seit seiner Habilitation 1981 ist er Professor an der Universität Nowosibirsk. Dort war er von 1982 bis 1990 zunächst Dekan und dann von 1997 bis 2007 Rektor dieser Hochschule. 2011 wurde er als Mitglied in die Russische Akademie der Wissenschaften berufen.

## Publikationen (Auswahl)
- Vlijanie znaka zarjada iona na silu trenija pri °elektronnom ochlaždenii, 1987. OCLC 255974676
- Mit D. V. Pestrikov: Fizika intensivnyh pučkov v nakopitelâh, Nauka, Novosibirsk, 1989. OCLC 1015089894
- Mit D. V. Pestrikov und A. N. Skrinskiĭ: Физика интенсивных пучков в накопителях / Fizika intensivnykh puchkov v nakopiteli︠a︡kh, 1989. OCLC 21296155
- Mit D. V. Pestrikov: The physics of intense beams and storage rings, American Institute of Physics, New York, 1994. OCLC 28147706
- Workshop on the Medium Energy Electron Cooling, Novosibirsk, Russia, 26-28 February, 1997 : proceedings, Budker Institute of Nuclear Physics, Novosibirsk, 1997. OCLC 41445570